# Château de Fréteval
 (février 2009).
Si vous disposez d'ouvrages ou d'articles de référence ou si vous connaissez des sites web de qualité traitant du thème abordé ici, merci de compléter l'article en donnant les références utiles à sa vérifiabilité et en les liant à la section « Notes et références ».
Le château de Fréteval est un ancien château fort, de la première moitié du XIe siècle, dont les vestiges se dressent sur la commune française de Fréteval dans le département de Loir-et-Cher, en région Centre-Val de Loire. Le donjon passe pour l'un des plus anciens donjons circulaires de France.
Les vestiges du donjon font l’objet d’une inscription au titre des monuments historiques.

## Localisation
Les ruines du château de Fréteval sont situées, dans l'angle formé par la vallée du Loir et un vallon adjacent, au sud du bourg de Fréteval qu'il domine, de l'autre côté du Loir, dans le département français de Loir-et-Cher. De sa hauteur, il surveillait le trafic de Chartres à Vendôme et Tours, ainsi que celui de la vieille voie transversale Orléans-Le Mans.

## Historique
Construit dès la première moitié du XIe siècle par Nivelon Ier, sénéchal du comte de Blois, sur les ruines du village carolingien de Saint Victor, le château de Fréteval est un des symboles de la lutte entre les comtes de Blois, dont il dépend, et de Vendôme (les Anjou). Géographiquement château de marches, il fut le haut lieu des relations tumultueuses entre les Plantagenêt et le royaume de France : rencontre entre Thomas Becket et Henri II roi d'Angleterre en 1170, la bataille de Fréteval en 1194 entre Richard Cœur de Lion et Philippe Auguste, où ce dernier perdit les sceaux de France.
Durant toute cette période instable, le siège administratif de la seigneurie restera implanté à Meslay-le-Vidame, près de Chartres, fief majeur de cette famille Meslay, seigneur de Fréteval jusqu'à la fin du XIIIe siècle.
Pendant la guerre de Cent Ans, les fortifications du château sont améliorées mais il subit à deux reprises en 1418 les assauts de troupes anglaises.
Abimé, il reste habité jusqu'en 1487, année des dernières monnaies trouvées. Il sert ensuite de carrière de pierre d'où son état actuel. Depuis 1968, des fouilles et des opérations de préservations sont mises en place.
Le domaine est actuellement la propriété d'Armand de La Rochefoucauld 8e duc de Doudeauville.

## Description

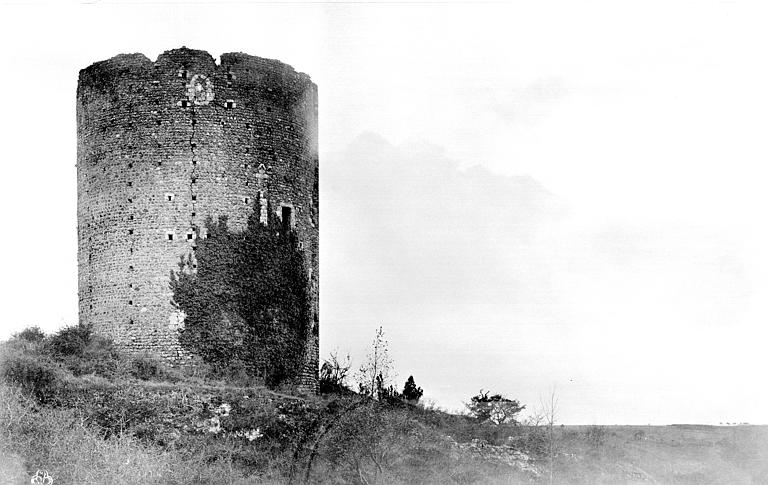
Le donjon photographié en 1889 par Séraphin-Médéric Mieusement.

Le château, sur son site originel de 4,50 hectares, avec ses trois lignes de défense, présente aussi un donjon enchemisé véritable témoin de la première génération des donjons à la fois circulaires et en pierre ; ici le silex. Le donjon, bâti vers l'an 1100, est l'un des plus anciens donjons circulaires de France. La tour a été sapée à l'époque de la guerre de Cent Ans. Le donjon est entouré de sa chemise et d'une seconde enceinte qui est elle-même défendue par un profond fossé en arc de cercle. Un premier village, aujourd'hui remplacé par celui qui est sur les bords du Loir, s'accrocha à la pente.
Le bas relief de la Dame au serpent est visible sur les murs de la forteresse.
Fréteval a été comparé au château de Châteauneuf-sur-Epte par Jean-Olivier Guilhot, archéologue et conservateur en chef du service régional de recherches archéologiques de Picardie, et Marie-Pierre Feuillet, également conservatrice en service régional de l'archéologie.
Bâtiments de services
Le four à pain a été bâti vers la fin du XIVe siècle dans le donjon et a servi jusque vers 1425-1428, période où le donjon est définitivement ruiné ; manifestement des grains étaient stockés à l'un des étages.

## Protection aux monuments historiques
Les vestiges du donjon sont inscrits par arrêté du 13 février 1926.